# Sakay
Pour les articles homonymes, voir Sakay (enclave).
La Sakay est une rivière du versant occidental des  Hautes Terres de Madagascar, au bord de laquelle la ville nouvelle appelée  Babetville (aujourd'hui  Sakay) a été construite à partir de rien par des immigrés réunionnais de 1952 à 1977 dans le cadre d'un vaste projet politique avorté qui a pris son nom, la Sakay.